# Международна олимпиада по турски език
Международната олимпиада по турски език (на турски: Uluslararası Türkçe Olimpiyatları) e състезание за ученици на възраст от 13 до 19 години в областта на турския език.
Първата турска олимпиада се провежда през 2003 година и на нея участват повече от 100 участници от 17 различни страни. На втората олимпиада участват 22 държави, между които и България. Броят на държавите, участващи в състезанието се уголемява всяка година и през 2013 на Олимпиадата участват повече от 1500 участници от 140 страни, намиращи се на 6 континента.
Учениците се надпреварват в различни дисциплини: рецитиране, говорене, писане, граматика, пеене. Учениците от различните отбори трябва да разиграят етюд на турски език, а отделно всеки отбор прави павилион, с който представя страната си пред другите участници.
Организатор на състезанието е турското списание "TÜRKÇEDER", което представлява журнал за изучаващите турски език по света.
Състезанието се провежда в град Истанбул, Турция.